# Peperomia fortipes
Peperomia fortipes är en pepparväxtart som beskrevs av William Trelease. Peperomia fortipes ingår i släktet peperomior, och familjen pepparväxter. Inga underarter finns listade i Catalogue of Life.